# 東京マラソン2017
東京マラソン2017（とうきょうマラソン2017、Tokyo Marathon 2017）は、2017年2月26日に東京都内の日本陸上競技連盟公認コース（一部カテゴリのみ）で行われた通算11回目の東京マラソン。

## 概要
東京都および日本陸上競技連盟により設立された「一般財団法人東京マラソン財団」が主催する7度目の大会となった。
今回からコースが大幅に変更になり、フルマラソンのゴール地点も前10回で使われた東京ビッグサイトから東京駅前・行幸通りに変更となった。
参加定員は前回と同じく、マラソンが3万5,500人、10km走が500人の、計36,000人。フルマラソン定員の内訳は、ロンドンで行われる世界選手権代表の座を争う「エリート枠」が男子のみ100人、2020年オリンピックに向けた選手強化の一環として財団が設けた提携・推薦枠である「準エリート」に3,000人、「チャリティー枠」（東京マラソン財団に10万円以上の寄付を行った個人に対して先着順）に3,000人、東京マラソン財団の公式会員組織「ONE TOKYO」のプレミアムメンバー（有料会員）から3,000人（ソロ2,000人、ペア500組1,000人）、その他の一般参加枠は26,370人などとなった。一般参加枠への申込者は過去最高を記録する312,459人（12.2倍）、対象者限定の10km走への申込者は1,244人（3.1倍）であった。
男子フルマラソンの部は第101回日本陸上競技選手権大会を兼ねている。また、2016年12月の第70回福岡国際マラソン・2017年3月の第72回びわ湖毎日マラソンとともに第16回世界陸上競技選手権大会（ロンドン世界陸上）の代表選手選考競技会として実施される。
スタートの合図を小池百合子東京都知事が行った。

## 参加資格
基本的に前回大会と同様。

### フルマラソン
一般
大会当日満19歳以上、6時間40分以内に完走できる男女
障害者、本大会が推薦する国内・国外の者を含む
エリート
日本陸上競技連盟登記・登録競技者で、申込期日までに日本陸上競技連盟の公認競技会で一定の記録を出した男女競技者
日本陸上競技連盟が推薦する男女競技者
準エリート
財団が設けた基準を満たし、提携している日本国内のマラソン大会主催者から推薦された者（大会ごとに定員有り）
上記基準を満たした日本国外の選手（指定された大会の公式記録証を添付し自薦）
車いすの部
レース仕様車で2時間10分以内に完走できる男女計25人

### 10km走
10km走のコースは陸連に公認されていないため、公式記録扱いとならない。
U-18
1998年2月27日から2001年2月26日までに生まれ、1時間30分以内に完走できる男女計275人。うち100人は、東京都が東日本大震災復興支援を目的として企画する事業において決定。
視覚障害者
2001年2月26日までに生まれ、1時間30分以内に完走できる男女計50人
知的障害者
2001年2月26日までに生まれ、1時間30分以内に完走できる男女計100人
移植者
2001年2月26日までに生まれ、1時間30分以内に完走できる男女計50人
車いす
2001年2月26日までに生まれ、レース仕様車で35分以内に完走できる男女計25人。タイム条件が厳しくなった。

## 参加申込
一般参加者については下記の通り。エリートの部については別途。
方法
インターネットを通じての申し込み
期間
2016年8月1日から8月31日まで
参加者の決定
定員を大きく超えたため抽選を実施

## 大会放送
テレビ中継については2016年6月29日の東京マラソン財団臨時理事会でローテーションの見直しが決定したことを受け、2年連続で日本テレビ（NNS）が担当した。なお、市民マラソンの部については完全中継をやめ、12:45で生中継を終了している。
アメリカ国内ではNBCSNが土曜午後7時（米東部時間）から生中継される予定。その他ユーロスポーツなどでも放送が決定されている。
テレビ（地上波）
NNS各社 9:00 - 11:50（選考会の部・生中継）
日本テレビ（関東ローカル） 12:00 - 12:45（市民マラソンの部・生中継）
衛星放送
日テレジータス 9:00 - 16:30（車いすの部・市民マラソンの部ゴール完全中継）
BS日テレ 18:30 - 21:00（車いすの部・大会ハイライト）
ラジオ
RFラジオ日本 8:45 - 11:50（選考会の部・生中継）
『日曜競馬実況中継』は中継終了後から放送。

## 優勝者
| 部門               | 氏名                                 | 国籍・所属     | 記録          | 備考  |
| ------------------ | ------------------------------------ | -------------- | ------------- | ----- |
| マラソン男子       | ウィルソン・キプサング・キプロティチ | ケニア         | 2時間3分58秒  | [ 5 ] |
| マラソン女子       | サラ・チェプチルチル                 | ケニア         | 2時間19分47秒 |       |
| 車いすマラソン男子 | 渡辺勝                               | 日本・凸版印刷 | 1時間28分1秒  |       |
| 車いすマラソン女子 | アマンダ・マグロリー                 | アメリカ合衆国 | 1時間43分27秒 |       |

## 東京マラソンEXPO 2017概要
| 開催日時           | 会場             |
| ------------------ | ---------------- |
| 2017年2月23日-25日 | 東京ビッグサイト |

## 特筆的な出来事
- 落語家の林家たい平がフルマラソンに挑戦し、5時間58分32秒で完走した。この挑戦の一部始終はたい平が出演している同日の『笑点』で放送された[8]。なお、たい平は前年の24時間テレビでマラソンのチャリティーランナーに抜擢され、完走している。